# University College Dublin RFC
L'University college Dublin Rugby Football Club è la squadra di rugby a 15 dell'University College Dublin. Fondato nel 1910, quattro anni dopo si aggiudico' la Leinster Junior Challenge Cup. Nel 1924 vinsero la Leinster Club Senior Cup e dal 1952 disputano una partita annuale, conosciuta come the Colours Match, con gli acerrimi rivali della Dublin University Football Club, la rappresentativa del Trinity College (Dublino). Nel 1993, quando l'AIB league fu estesa a ben quattro categorie, ne entrarono a far parte. La squadra fu promossa in prima divisione nel 2001, vincendo la propria categoria, e permase nella massima serie fino al 2008/ 2009. L'UCD è stata la prima rappresentativa universitaria a militare nella AIB 1. Ora quel privilegio è detenuto dalla University College Cork RFC.

## Giocatori celebri
| - Niall Brophy - Barry Bresnihan - Andy Courtney - Eugene Davy - Mick Doyle - Tony Ensor | - Tom Grace - Denis Hickie - Rob Kearney - Ray McLoughlin - Bill Mulcahy - Brian O'Driscoll | - Kevin O'Flanagan - Darragh O'Mahone - Fergus Slattery - Paddy Wallace - Ciaran Scally - Luke Fitzgerald |

## Rosa 2009/2010
- Estremi: Simon Gillespie, Terry Jones, Rob Kearney, Noel Reid, Michael Twomey
- Terza linea: Peter Condon, Cailbhe Doherty, James Murray
- Centri: Rory Allwright, Eoghan Conran, Andy Cummiskey, Tom Fletcher, Brian O'Driscoll
- Mediani d'apertura: Niall Earls, Ian McKinley
- Mediani di mischia: John Cooney, Daragh Geraghty, Rob Shanley
- Prima linea: Conor Geoghegan, Brian Hall, John Anthony Lee, Ronan McCormack, Conor Mitchell, Ger Moran
- Tallonatori: Risteard Byrne, David Gilchrist, Andy Pollard, Gav Telford
- Seconda linea: Brian Cawley, Mark Flanagan, Shane Grannell, James Hayes, Arthur Houlihan, Keelan McKenna, Stephen O'Dwyer
- Ali: Wesley Carter, Paddy Conlon, Kevin McLaughlin, Nigel Mills, Gavin Murphy, Matt Nagle (capitano)
- Numero 8: Richie Bent, Kevin Croke, Daire O'Beirne

## Palmarès
- AIB Division Two
  - Vincitori: 2000-01: 1
- AIB Division Three
  - Vincitori: 1993-94, 1998-99: 2
- Leinster Club Senior Cup
  - Vincitori: 1924, 1938, 1948, 1963, 1964, 1970, 1977: 7
  - Finalisti : 1914, 1921, 1923, 1925, 1926, 1943, 1944, 1946, 1961, 1967, 1968 , 1971, 1972, 1978, 1984: 15
- Metropolitan Cup
  - Vincitori: 1922, 1925, 1932, 1933, 1935, 1942, 1955, 1957, 1963, 1964, 1966, 1969, 1972, 1974: 14
  - Finalisti : 1987: 1
- Leinster Junior Challenge Cup
  - Vincitori: 1914: 1
- The Colours Match
  - Vincitori: 1953, 1954, 1957, 1958, 1961, 1962, 1963, 1965, 1966, 1967, 1970, 1971, 1972, 1973, 1975, 1977, 1983, 1984, 1986, 1988, 1992, 1993, 1994, 1997, 1998, 1999, 2000, 2001, 2002, 2003, 2004, 2006, 2008: 33